# Івашинівська сільська рада
| Івашинівська сільська рада — колишній орган місцевого самоврядування у П'ятихатському районі Дніпропетровської області з адміністративним центром у с. Івашинівка. Сільській раді були підпорядковані населені пункти: - с. Івашинівка - с. Красна Воля - с-ще Вершинне |

## Склад ради
Рада складалася з 16 депутатів та голови.

## Керівний склад сільської ради
| ПІБ                         | Основні відомості                                                                       | Дата обрання | Дата звільнення |
| --------------------------- | --------------------------------------------------------------------------------------- | ------------ | --------------- |
| Шелестов Борис Миколайович  | Сільський голова, 1949 року народження, освіта, безпартійний                            | 26.03.2006   | 31.10.2010      |
| Солощенко Людмила Василівна | Сільський голова, 1969 року народження, освіта середня спеціальна, член Партії регіонів | 31.10.2010   |                 |

Примітка: таблиця складена за даними джерела